# حمام شمس أباد
حمام شمس أباد (بالفارسية: حمام شمس‌آباد) هو حمام تاريخي يعود إلى القاجاريون، ويقع في مقاطعة شهركرد.